# Berek-patak (Cserta)
A Berek-patak a Zala vármegyei Pusztaederics közigazgatási területének déli részén, erdős tájon ered, nem messze Szentpéterfölde, Bánokszentgyörgy és Pusztamagyaród közigazgatási határaitól.  Útját észak-északnyugati irányban folytatva átvág Pusztaederics házai között, és nem messze a Magyar Földgáztároló Zrt. pusztaedericsi földalatti gáztározójának felszíni építményeitől, de már Gutorfölde és Tófej közigazgatási határán, a Tófej-hegyet megkerülve élesen nyugat-délnyugat felé fordul, amely irányt már az útja végéig megtartja. Ezen a szakaszon folyik bele keletről a 120 méterrel korábban a Tómelléki-patak vizét is begyűjtő Görbőföldei-patak. Ezután elhalad a lovairól híres Rádiháza, Gutorfölde településrésze határában, majd a focipálya közelében keresztezi magát a központi falurészt is. Itt veszi fel északról a Szigeti-patak vizét is. Ezután nagyjából Gutorfölde és Ortaháza, majd Csertalakos és Ortaháza közigazgatási határain halad, míg végül utóbbi területén, a vasúti megállóhelye közelében balról beletorkollik a Csertába. 
A Berek-patak vízgyűjtő területe a Nyugat-dunántúli Vízügyi Igazgatóság (NYUDUVIZIG) működési területéhez tartozik.

## Mellékvízfolyások
- Görbőföldei-patak
- Szigeti-patak

## Part menti települések
- Pusztaederics
- Gutorfölde